# 呂号第百十三潜水艦
|          |                                                             |
| 艦歴     |                                                             |
| 計画     | 昭和17年度計画（マル急計画）                                |
| 起工     | 1942年7月11日                                               |
| 進水     | 1943年4月24日                                               |
| 就役     | 1943年10月12日                                              |
| その後   | 1945年2月12日雷撃により沈没                                 |
| 亡失認定 | 1945年2月20日                                               |
| 除籍     | 1945年5月10日                                               |
| 性能諸元 |                                                             |
| 排水量   | 基準：525トン 常備：601トン 水中：782トン                   |
| 全長     | 60.90m                                                      |
| 全幅     | 6.00m                                                       |
| 吃水     | 3.51m                                                       |
| 機関     | 艦本式24号6型ディーゼル2基2軸 水上：1,000馬力 水中：760馬力 |
| 電池     | 1号15型120個                                                |
| 速力     | 水上：14.2kt 水中：8.0kt                                    |
| 航続距離 | 水上：12ktで3,500海里 水中：3ktで60海里                     |
| 燃料     | 重油：50トン                                                |
| 乗員     | 38名                                                        |
| 兵装     | 25mm機銃連装1基2挺 魚雷発射管 艦首4門 53cm魚雷8本           |
| 備考     | 安全潜航深度：75m                                           |

呂号第百十三潜水艦（ろごうだいひゃくじゅうさんせんすいかん）は、日本海軍の潜水艦。呂百型潜水艦（小型）の14番艦。

## 艦歴
1942年（昭和17年）の昭和17年度計画（マル急計画）により、1942年7月11日、川崎重工業泉州造船所で起工。1943年（昭和18年）4月24日進水。1943年10月12日、川崎重工業神戸造船所で竣工し、二等潜水艦に類別。同日、呉鎮守府籍となり、15日に訓練部隊である第一艦隊第11潜水戦隊に編入された。
11月9日、伊予灘で魚雷発射訓練中、呂113は戦艦山城と接触事故を起こすも、損害は軽微で済んだ。その後、呉で修理を受ける。25日、第11潜水戦隊は第六艦隊所属となる。
1944年（昭和19年）1月31日、第8潜水戦隊第30潜水隊に編入。
2月23日、呂113は呉を出港し、南西諸島で対潜作戦に従事。その後、呉に戻った。3月25日、第30潜水隊の解隊に伴い、第7潜水戦隊第51潜水隊に編入。
5月21日、呂113は呉を出港し、。29日にサイパンに到着。30日、サイパンを出港し、トラックに移動。6月8日、トラックを出港し、ニューアイルランド北方沖の散開線に配備された。14日、グアム北方沖に移動して哨戒。27日、トラックに到着。7月10日、トラックを出港し、17日に佐世保に到着。その後呉に移動する。8月15日、第51潜水隊の解隊に伴い、第8潜水戦隊付属となる。
同年9月7日、呂113は呉を出港し、9月27日にペナンに到着。10月25日、ペナンを出港し、ベンガル湾に進出して哨戒。11月6日、北緯10度40分 東経81度10分 / 北緯10.667度 東経81.167度のベンガル湾で、英貨物船マリオン・モラー（Marion Moller、3,827トン）を発見し、雷撃により撃沈した。数時間後、英駆逐艦クオリティ（en:HMS Quality (G62)）、クォードラント（en:HMAS Quadrant (G11)）、ローバック（en:HMS Roebuck (H95)）に発見されて追跡された。その後さらに英護衛空母ベガム(HMS Begum, D38)、シャー(HMS Shah, D21)もこれに加わるも、なんとか振り切った。13日、ペナンに到着。
28日、呂113はペナンを出港し、ベンガル湾に進出して哨戒。12月3日、マドラス近海で浮上航走中、英空軍所属のB-24に発見されて空爆を受けるも、被害はなかった。18日と19日にベンガル湾で輸送船を撃沈したと報告するも、連合軍側に該当する輸送船はない。12月28日正午、ペナン近海を浮上航走中、英潜水艦チューリ（en:HMS Thule (P325)）に発見される。チューリは魚雷6本を発射してきたが、魚雷はすべて早期爆発したため、被害はなかった。その後、ペナンに到着。
1945年（昭和20年）1月20日、呂113はペナンを出港し、シンガポールに寄港した後ルソン島西方沖に進出して哨戒を行う。2月7日、高雄に到着。
10日、ルソン島バタナリオの残留搭乗員救出のため高雄を出港していくのを最後に消息不明。
アメリカ側記録によると、2月12日0155、ルソン海峡で米潜バットフィッシュ(USS Batfish, SS-310)のレーダーが船を探知した。バットフィッシュはレーダー観測で目標に近づき、明け方近くの0449に、一度潜航した後再び浮上した潜水艦に向けて魚雷を4本発射。魚雷1本が命中した潜水艦は爆発。大きな黄色の火の玉と火炎が周囲を明るくし、潜水艦は轟沈した。これが呂113の最期の瞬間であり、艦長の原田潔大尉以下乗員59名全員戦死。沈没地点はカミギン島付近、北緯19度10分 東経121度25分 / 北緯19.167度 東経121.417度。
2月20日、フィリピン北方で亡失と認定され、5月10日に除籍された。
撃沈総数は1隻で、撃沈トン数は3,827トンである。

## 歴代艦長

### 艤装員長
- 不詳

### 艦長
- 渡辺久 大尉：1943年10月12日 - 1944年8月1日[6]
- 原田潔 大尉：1944年8月1日 - 1945年2月12日戦死[6]